# Shunsuke Maeda
Shunsuke Maeda (jap. 前田 俊介 Maeda Shunsuke; ur. 9 czerwca 1986) – japoński piłkarz. Obecnie występuje w Gainare Tottori.

## Kariera klubowa
Od 2004 roku występował w klubach Sanfrecce Hiroszima, Oita Trinita, FC Tokyo, Consadole Sapporo i Gainare Tottori.

## Kariera reprezentacyjna
W 2005 roku Shunsuke Maeda zagrał na Mistrzostwach Świata U-20.